# Motorola 300 1997
Motorola 300 1997 var ett race som kördes den 24 maj på Gateway International Raceway utanför Saint Louis, i orten Madison, Illinois. 

## Bakgrund
U.S. 500 hade efter splittringen mellan Indianapolis 500 och CART kört under Memorial Day Weekend på söndagen, samtidigt som Indy 500 kördes. Det hade lett till dåliga TV-siffror och ett sponsormässigt misslyckande. U.S. 500 flyttades därför till juli för säsongen 1997, och den nybyggda banan Gateway fick tilldelat lördagen som tävlingsdag, vilket var en dag innan 1997 års upplaga av Indy 500 skulle köras. CART gjorde så för att hindra deras team att delta i Indy 500, då två tävlingar på en helg var en omöjlighet för teamen. 
Loppet gick över 300 miles och vanns av Paul Tracy, som fortsatte sin segerrad. Det var Tracys tredje raka delseger under säsongen 1997, och förstärkte hans serieledning, som var 18 poäng efter tävlingen. Ny tvåa i totalställningen var Alex Zanardi.

## Slutresultat
| Plats | Förare                | Team                     | Grid | Kvaltid |
| ----- | --------------------- | ------------------------ | ---- | ------- |
| 1     | Paul Tracy            | Marlboro Team Penske     | 2    | 24,353  |
| 2     | Patrick Carpentier    | Bettenhausen Motorsports | 5    | 24,546  |
| 3     | Gil de Ferran         | Walker Racing            | 15   | 24,911  |
| 4     | Alex Zanardi          | Chip Ganassi Racing      | 10   | 24,726  |
| 5     | Jimmy Vasser          | Chip Ganassi Racing      | 9    | 24,702  |
| 6     | Maurício Gugelmin     | PacWest Racing           | 3    | 24,374  |
| 7     | Parker Johnstone      | Team KOOL Green          | 7    | 24,614  |
| 8     | Adrián Fernández      | Tasman Motorsports       | 18   | 25,071  |
| 9     | Richie Hearn          | Della Penna Motorsports  | 13   | 24,756  |
| 10    | André Ribeiro         | Tasman Motorsports       | 19   | 25,114  |
| 11    | Michael Andretti      | Newman/Haas Racing       | 11   | 24,727  |
| 12    | Gualter Salles        | Davis/Craig Racing       | 21   | 25,327  |
| 13    | Greg Moore            | Forsythe Racing          | 4    | 24,496  |
| 14    | Raul Boesel           | Patrick Racing           | 1    | 24,324  |
| 15    | Hiro Matsushita       | Arciero-Wells Racing     | 26   | -       |
| 16    | Michel Jourdain Jr.   | Payton/Coyne Racing      | 24   | 25,604  |
| 17    | Dario Franchitti      | Hogan Racing             | 8    | 24,695  |
| 18    | Al Unser Jr.          | Marlboro Team Penske     | 6    | 24,576  |
| 19    | Scott Pruett          | Patrick Racing           | 17   | 24,981  |
| 20    | Bobby Rahal           | Team Rahal               | 12   | 24,744  |
| 21    | P.J. Jones            | All American Racing      | 25   | 26,271  |
| 22    | Bryan Herta           | Team Rahal               | 14   | 24,905  |
| 23    | Juan Manuel Fangio II | All American Racing      | 23   | 25,596  |
| 24    | Mark Blundell         | PacWest Racing           | 20   | 25,241  |
| 25    | Roberto Moreno        | Newman/Haas Racing       | 16   | 24,925  |
| 26    | Max Papis             | Arciero-Wells Racing     | 22   | 25,568  |